# 為る
為る（する）とは、ある主体が主体的な活動や在り方として、一つの状況を成り立たせる行為や作用を行う事。抽象的な様態から具体的作用および行為まで、幅広く用いられる。唯一の単体のサ変動詞。これは日常的によく使われる語だからであって、この種の語は歴史的に文法や音韻規則が変化していっても、それに従って形態を変えることが嫌われ、長く古形を残すことが多いからである。なお、名詞および副詞などに付いて多くの複合動詞がつくられ、これをサ行変格複合動詞（サ変複合動詞、サ変動詞と略する）という。

## 日本語の文法における為る
動詞の中で最も基本的な単語の一つで、前述の通り用法は、抽象的な様態から具体的作用および行為まで幅広い。意味は、
1. 物事を行う事。
2. 人や物をある状態にしたり、別のものに変える事。
3. 物事が起こる事。
4. 意志を示す。
5. 何かの役割を行う事。
6. ある状態を取る事。

等に分けられる。また、他動詞と自動詞の両方の意味を持ち、上記のうち、1.、2.、4.、5.が他動詞、3.、6.は自動詞である。なお、敬語は尊敬語がなさる、謙譲語がいたす。

### 他動詞の文型

#### AはBを為る
最も一般的な用法で、Bは必ず名詞である。無意志的な状態を示すものと、意志的な行為を示すものの2種類に分類される。

##### 無意志的な状態を表す為る
- 状態を表す無意志的な為る

対象となる人や動物の身体が、ある状態をしている様を客観的に述べたもので、Bの上には、必ず修飾語が冠する。身体部分以外でも、格好、表情、様子など、外見に表れた特徴や主体の持つ性質をBに立てることも出来る。また、物でも、外観に表れた特徴として用いることが出来る。
- 行為を表す無意志的な為る

Bに、あくびや咳等の生理現象が入る時にも「為る」を使うことが出来る。

##### 意志的な行為を表す為る
- 行為と状態を表す意志的な為る

装身具などを身につける時も「為る」が用いられる。つけるという行為によって身体の外面的状態となる物で、正確には、無意志的な状態と意志的な行為を表す意味の中間といえる。
- 行為を表す意志的な為る

主に1.の意味と4.の意味の2つに大別される。前者は、「やる」、「行う」に言い換えられるが、後者は「やる」としか言い換えられない。

#### AにBを為る
ある行為および活動を行うとき相手Aに対してなされる場合に使われる。Bは本来、動作概念を含んだ名詞が立つ。なお、施すに置き換える事が出来る。

#### AをBに為る
人や物をある状態にしたり、別のものに変える場合や、意志を示す時に使う。Bには、名詞、形容詞の語幹又は、連用形が来る。

#### 代動詞的用法
英語のdo（後述）に一部類似した代動詞的な用法があり、一般に他の動詞の連用形（他動詞でも自動詞でもよい）に、または助詞を介して接続する。例えば「海や死にする」（『万葉集』）、「死にはしない」、「死んだりするか」のような否定的用法、「死にもする」、「食べたり飲んだりする」のように動詞の反復を避ける用法がある。近畿方言の否定助動詞「へん」も「は-せぬ」に由来する。

### 自動詞の文型

#### ……が為る
がの主格には、無意志的な現象（すなわち音、匂い、味、寒気などの身体現象など）が入る。「なる」への言い換えは出来ない。

#### ……と為る
……には、副詞や形容動詞が入り、「……になる」に置き換える事が出来る。

#### ……は……に為る
意志的な決定（すなわち、4.の意味）を持つ。自己決定だが、他者決定の「……になる」という形式を取る事が多い。

### サ行変格複合動詞としてのする
するは、前述の通り、以下のような語の下につき、動詞に転化させる。
1. 名詞-「行動する」、「哲学する」、「信ずる」 古くは専ら動作性の名詞だけが付いたが、昭和末期以降、物名詞の付いた形も用いられるようになった。これについては、下記を参照。多くは漢語が上に付くが、和語の名詞が上に付くこともある。また、外来語の場合は、「スタートする」などの英語における動詞につく事が多い。
なお一文字の漢語の時は、ウまたはンで終わる場合に「講ずる」「信ずる」のように濁る。さらに現代では複合動詞との意識が希薄となって一般の動詞との類推が働き、「-ずる」から「-じる」に音が転じる傾向があり、それに併せて活用が上一段活用になる（サ変の上一段化）ことや、「愛する」のように五段活用「愛す」になる（サ変の五段化）こともある。このため、このパターンの活用は、三種類ある。
2. 状態の副詞-「どきどきする」、「ゆったりする」 おのおの独立した「副詞＋する」と間違えやすく、文中における働きによって区別する。（副詞部分に「と」をつけたり、副詞部分を文のより前の位置に移動したりすると文が成立しなくなる場合は複合動詞である）
3. 形容詞の語幹に「ん」がついたもの-「重んずる」「甘んずる」 「-ずる」の形になる。接尾語「み」のついた「-みする」が「-んずる」へと変形（撥音便）したもの。さらに「甘んじる」のように上一段活用にも活用が変化する。
4. 副詞「全く」のウ音便「全う」- 「全うする」 「全う」は文語形容詞「またし」の連用形とも考えられるが、形容動詞「全うだ」の語幹とは意味が異なる。

このとき出来る語をサ行変格複合動詞という。

#### 現在
為るは、現在日本語の乱れの一因とも言われるが、これは、日本語の動詞が少ないがゆえに起きた結果であり、日本語の語彙を増やした功労者と考えるのが妥当である。しかし、「科学する」「哲学する」などの動作性のない名詞に、するをつけることなど乱れは現に存在する。これは、元々1940年に「科学する心」と言う題名の著作を第2次近衛内閣の文部大臣橋田邦彦が発表したのが最初であるとされる。

### 為るの活用
- 未然形-（口語）し、せ、さ（文語）せ
- 連用形-（口語・文語共に）し
- 終止形-（口語）する、（文語）す
- 連体形-（口語・文語共に）する
- 仮定形-（口語・文語共に）すれ
- 命令形-（口語）しろ、せよ（文語）せよ

なお、口語の未然形の「し」は助動詞の「ない」「よう」が、「せ」には「ず」「ぬ」が、「さ」には「れる」「せよ」が後に付く。

## 他言語の文法における為る

### 英文法におけるdo
英語において為るは主に、doと訳されるが、場合によっては、play（ゲームやスポーツ）、make（演説や訪問）となることがある。基本的には「do＋名詞」の形で用いられるが、前に出た動詞句の重複を避けるため、また強調するために、代動詞として使われたり、疑問文および否定文に対し、be動詞以外の動詞を省略して代用するのにも使われる。疑問文および否定文にdoが必須であるのは英語の特徴だが、上述のように日本語の為るにも類似の用法はある。

### 朝鮮語
朝鮮語で日本語の「為る」に当たる動詞は하다（ハダ）である。これは一般動詞として「言う」などの意味にも用いられる。また日本語と同じく多数の動作性名詞に付いて新たな動詞を形成する。さらに、一般の状態を表す名詞に付いて形容詞を形成することもできる：つまり日本語の形容動詞の「だ」に当たる役割を果たす。一方、動作がされた状態を表す（日本語で「・・・してある」「・・・されている」の意味）には、「成る」に当たる되다（テダ）が用いられることが多い。

## 抽象的に見た為る
- 丸山眞男は評論「「である」ことと「する」こと」で、個人の自由な行為を保証する西欧の近代的価値観の在る社会を「為る」社会、身分や出自に価値をおく封建社会を「である」社会とおき、「為る」社会において、「上下関係はある一定の目的上の組織においてのみ成り立ち、違う組織においてはその上下関係が成り立つとはいえないのだから、通常の付き合いにまで会社の上下関係が付きまとうならば、それは身分的な社会である」と書いている。
- 日本語の動詞は約5000語[1] とされ、その内45%は単純動詞であるとされる。だが、単純動詞だけでは、語数が足りなくなり、複合動詞も誕生した。だが、それでもまだ不足しているので、それを補うために使われ始めたのが「為る」である。ただし、昔の為るは、紀貫之の土佐日記の冒頭「男もすなる日記といふものを……」のように、英語の代動詞的役割も持っていたので、今日までに意味が狭まっていったといえよう。

## 参考書籍
- 「基礎日本語辞典」（森田良行著、角川書店）ISBN 4-04-022100-1-C0581
- 「日本語をみがく小辞典〈動詞篇〉」（森田良行著、講談社（講談社現代文庫））ISBN 4-06-148919-4